# 白山俊獸屬
白山俊獸屬（學名：Hakusanobaatar，日語：ハクサノバータル）是一屬已滅絕的多瘤齒獸目，生存於白堊紀早期的日本，化石出土於石川縣白山市的桑島層。
屬名以發現地白山市命名，屬名中的baatar（巴特爾）則為蒙古語「英雄」之意。其模式種為松尾白山俊獸（Hakusanobaatar matsuoi），種名以古生物學家松尾秀邦命名。